# Vnější ostrovy

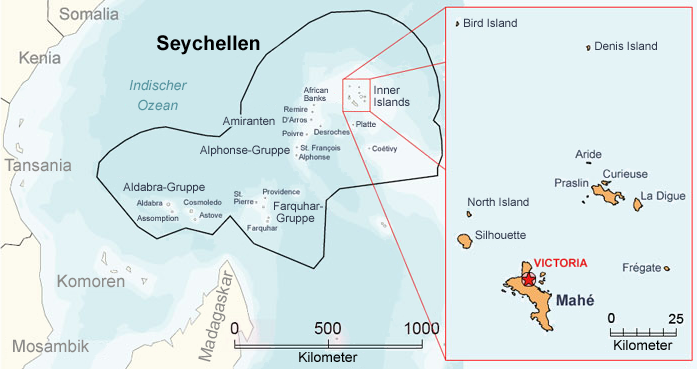
Mapa

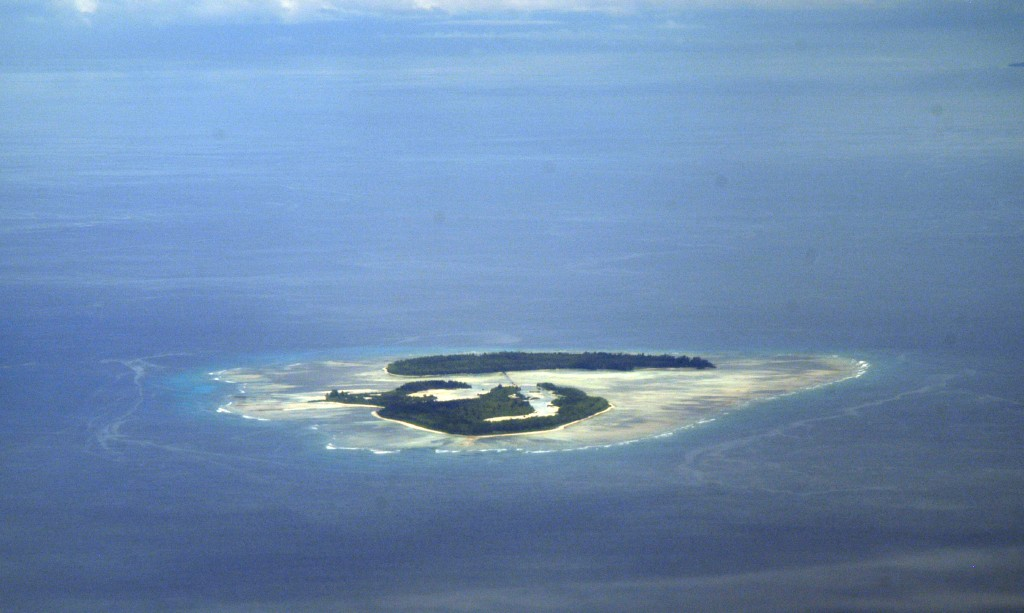
Letecký pohled na atol Poivre

Vnější ostrovy (anglicky Outer Islands, seychelsky Zil Elwannyen, francouzsky Îles Eloignées nebo Îles Extérieures) je jeden z 26 okresů tvořících stát Seychely v Indickém oceánu.
Seychely se dělí na dvě části, ostře se odlišující přírodními podmínkami i socioekonomickým vývojem: na Vnitřní nebo také Žulové ostrovy na severovýchodě, vyrůstající z podmořské platformy tvořené kontinentální kůrou (zde leží také hlavní město Victoria) a Vnější neboli Korálové ostrovy zaujímající celý zbytek státu. Jsou to vesměs nízké atoly s písčitou neúrodnou půdou a nedostatkem pitné vody, což spolu se značnými vzdálenostmi mezi ostrovy vede k řídkému osídlení a ekonomické zaostalosti.  
Vnější ostrovy jsou rozptýleny v oceánu na ploše přes 300 000 km², celková rozloha souše činí 216,57 km² (téměř polovina rozlohy země) a žije na nich okolo 700 obyvatel (necelé procento seychelské populace). Nejlidnatějším ostrovem je Coëtivy s 250 obyvateli.
Vnějších ostrovů je okolo dvou set a dělí se do pěti skupin:
- Île Platte a Coëtivy (tzv. Jižní korálové ostrovy)
- Amiranty
- Alphonse Group
- Aldabry
- Farquhar Group

Vnější ostrovy byly spravovány ústřední vládou do roku 2008, kdy bylo rozhodnuto vytvořit z nich nový okres. Cílem opatření bylo zastavit odchod obyvatel z důvodu nedostatku pracovních příležitostí, zejména poté, co zkrachovala produkce krevet na ostrově Coëtivy. Byl zahájen vládní program rozvoje turistického ruchu na atolech, nové možnosti obživy poskytlo také postavení věznice na Coëtivy a indické vojenské základny na ostrově Assumption. Nevládní organizace Island Conservation Society dohlíží na zachování přírodního bohatství, k němuž patří početná populace želvy obrovské na atolu Aldabra. 
V letech 1980–1992 vydávala seychelská pošta pro Vnější ostrovy zvláštní emise známek s označením Zil Elwannyen Sesel.